# オキサロ酢酸デカルボキシラーゼ
オキサロ酢酸デカルボキシラーゼ(Oxaloacetate decarboxylase、EC 4.1.1.3)は、オキサロ酢酸をピルビン酸に変換する脱炭酸酵素である。
ある種の細菌では、この酵素は、α、β、γのサブユニットから構成される三量体になっている。βとγのサブユニットは、内在性膜タンパク質である。

## 関連文献
- Dahinden P, Auchli Y, Granjon T et al. (2005). “Oxaloacetate decarboxylase of Vibrio cholerae: purification, characterization, and expression of the genes in Escherichia coli”. Arch. Microbiol. 183 (2):  121–9. doi:10.1007/s00203-004-0754-5. PMID 15647905.